# Prisão perpétua

Mapa contendo a condição legal e prática da prisão perpétua
Permitida por lei e em uso
Pode ser imposta apenas a condenados do sexo masculino
Abolida em todos os casos
Status desconhecido

Prisão perpétua (também conhecida como encarceramento vitalício ou encarceramento de vida) é uma sentença de prisão por um crime sob o qual as pessoas condenadas devem permanecer na prisão, seja pelo resto de sua vida natural ou até a liberdade condicional. Crimes pelos quais, em alguns países, uma pessoa pode receber essa sentença incluem assassinato, tentativa de assassinato, conspiração para cometer assassinato, blasfêmia, apostasia, terrorismo, abuso infantil severo, estupro, traição, alta traição, tráfico de drogas, posse de drogas, tráfico de seres humanos, casos graves de fraude, casos graves de crimes financeiros, danos criminais agravados na lei inglesa e casos agravados de incêndio criminoso, sequestro, arrombamento ou roubo que resultam em morte ou danos corporais graves, pirataria, sequestro de aeronaves e, em certos casos, genocídio, limpeza étnica, crimes contra a humanidade, certos crimes de guerra ou quaisquer crimes no caso da lei dos três erros. A prisão perpétua (como prazo máximo) também pode ser imposta, em certos países, por infrações de trânsito que causam a morte. A sentença de prisão perpétua não existe em todos os países, e Portugal foi o primeiro a abolir a prisão perpétua, em 1884. 
Onde a prisão perpétua é uma sentença possível, também podem existir mecanismos formais para pedir liberdade condicional após um certo período de prisão. Isso significa que um condenado pode ter o direito de passar o resto da sentença (até que esse indivíduo morra) fora da prisão. A liberação antecipada é geralmente condicionada à conduta passada e futura, possivelmente com certas restrições ou obrigações. Em contraste, quando um prazo fixo de prisão termina, o condenado é livre. O tempo de serviço e as condições em torno da liberdade condicional variam. A data em que um condenado é elegível para liberdade condicional não prevê necessariamente quando ou se a liberdade condicional será concedida. Na maioria dos países do mundo, uma pessoa que concedeu liberdade condicional após ser sentenciada à prisão perpétua geralmente está em liberdade condicional pelo restante de suas vidas naturais.
Algumas sentenças tecnicamente finitas distribuídas, em particular os Estados Unidos, excedem o tempo máximo de vida humana e são, portanto, vistas como sentenças de prisão perpétua. Além disso, para crimes particularmente hediondos, os tribunais às vezes acrescentam anos adicionais à sentença de prisão perpétua, a fim de garantir que nenhuma quantidade de bom comportamento possa resultar na libertação da pessoa. Por exemplo, Ariel Castro, que sequestrou Michelle Knight, Amanda Berry e Gina de Jesus das ruas de Cleveland, foi sentenciado em 2013 a "prisão perpétua, mais 1 000 anos" pelas contagens criminais de 937 acusações, incluindo sequestros, estupros e assassinatos. Tribunais na África do Sul distribuíram pelo menos duas sentenças que excederam um século (para Moses Sithole, cuja sentença ultrapassa dois milênios, e Eugene de Kock). 
Poucos países permitem que um menor de idade receba uma sentença perpétua sem nenhuma previsão para a liberação eventual; estes incluem Antígua e Barbuda, Argentina (somente com mais de 16 anos), Austrália, Belize, Brunei, Cuba, Dominica, São Vicente e Granadinas, Ilhas Salomão, Sri Lanka e Estados Unidos. Segundo um estudo da Escola de Direito da Universidade de São Francisco, apenas os EUA tinham menores cumprindo essas sentenças em 2008. Em 2009, a Human Rights Watch estimou que havia 2 589 jovens infratores cumprindo penas de prisão perpétua sem a possibilidade de liberdade condicional nos EUA. Os Estados Unidos lideram sentenças de prisão perpétua (adultas e menores), a uma taxa de 50 pessoas por 100 mil residentes presos por toda a vida.

## Reforma ou abolição
No Brasil, o Código Criminal de 1830, que vigorou durante o Império, permitia tanto a pena de prisão perpétua quanto a pena de morte para crimes contra o Estado e alguns tipos de crimes hediondos. Esse código foi revogado com a promulgação do decreto número 847 de 1890, que instituiu o Código Penal da República, e com ele foi abolido a previsão da prisão perpétua.
Em vários países, a prisão perpétua foi efetivamente abolida. Muitos dos países cujos governos aboliram tanto a prisão perpétua quanto a prisão indefinida foram culturalmente influenciados ou colonizados pela Espanha ou por Portugal e escreveram tais proibições em suas atuais leis constitucionais (inclusive em Portugal, mas não na Espanha).
Vários países europeus aboliram todas as formas de prisão indefinida, incluindo Sérvia, Croácia e Espanha, que fixaram a pena máxima em 40 anos (para cada condenação, que na prática mantém a possibilidade de prisão perpétua) Bósnia e Herzegovina, que fixa a sentença máxima aos 45 anos, e Portugal, que aboliu todas as formas de prisão perpétua com a reforma prisional de Sampaio e Melo em 1884 e fixa a pena máxima em 25 anos.
Noruega (de jure) e Espanha (de fato de 1993 a fevereiro de 2018, a questão agora sendo discutida de reintroduzir a prisão perpétua de jure, sua prática habitual antes de se tornar uma democracia em 1978-1983) aboliram a prisão perpétua, mas possuem outras formas de prisão indefinida.
Na Europa, os únicos países em que a lei prevê expressamente penas de prisão perpétua sem possibilidade de liberdade condicional são a Inglaterra e o País de Gales (no Reino Unido), Holanda, Eslováquia, Bulgária, Itália, Hungria e República da Irlanda.
Na América do Sul e Central, Bolívia, Brasil, Costa Rica, Colômbia, El Salvador, Equador, Honduras, Nicarágua, República Dominicana, Uruguai e Venezuela aboliram a prisão perpétua. A pena máxima é de 75 anos em El Salvador, 60 anos na Colômbia, 50 anos na Costa Rica e Panamá, 40 anos em Honduras e Brasil, 30 anos na Bolívia, Nicarágua, Uruguai e Venezuela e 25 anos no Equador e Paraguai.
Nos Estados Unidos, um relatório de 2009 do Sentencing Project sugeriu que a prisão perpétua sem liberdade condicional deveria ser abolida no país. Os oficiais da lei dos EUA se opuseram à sua proposta de abolição.
O Papa Francisco propôs a abolição da pena capital e prisão perpétua em uma reunião com representantes da Associação Internacional de Direito Penal. Ele também afirmou que a prisão perpétua, recentemente removida do código penal do Vaticano, é apenas uma variação da pena de morte.